# 선봉구역
선봉구역(先鋒區域)은 조선민주주의인민공화국 라선시에 위치한 구역이다. 

## 역사

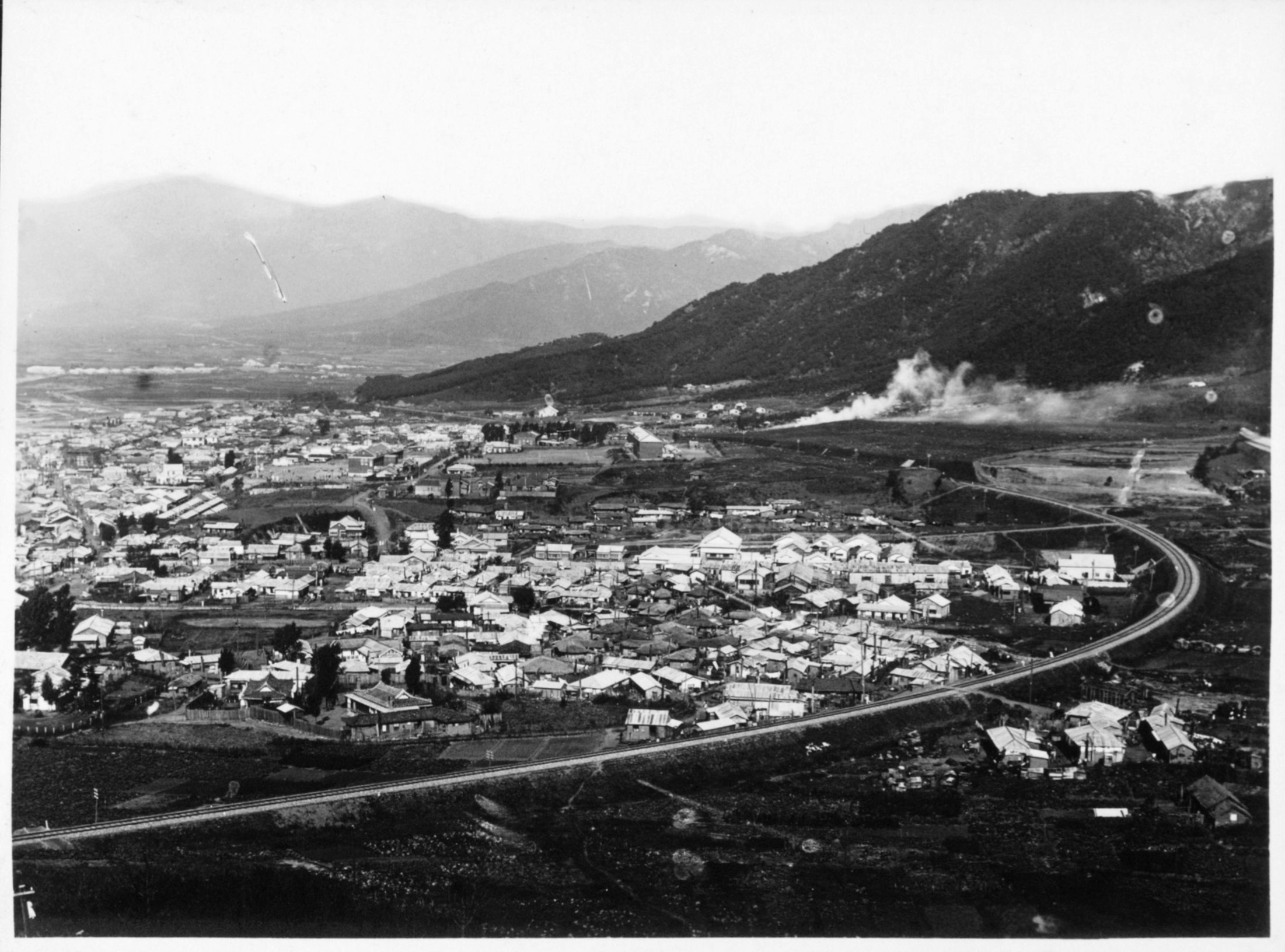
일제강점기의 웅기군 모습

이 지역의 옛 지명은 웅기군(雄基郡)이다. 상고 시절부터 사람들이 살았던 것으로 보여지며, 이는 함경북도 웅기군 굴포리 서포항에서 구석기 시대의 유적을 최초로 발견하여 조선민주주의인민공화국에서 사적 70호로 지정하였다. 이후 읍루, 숙신, 예맥 등 국가가 존재하였으며, 고구려와 발해의 영토였다. 고려 시대에는 한민족의 영토가 아니었으나, 조선 시대에 와서 영토로 편입되었고, 당시 지명은 경흥군이었다. 일제강점기 시절에는 1929년 조선총독부가 이곳에 웅기항를 건설하기로 하면서 러시아와 중국과 인접한 국경 지역의 교역지로 발전하였다.

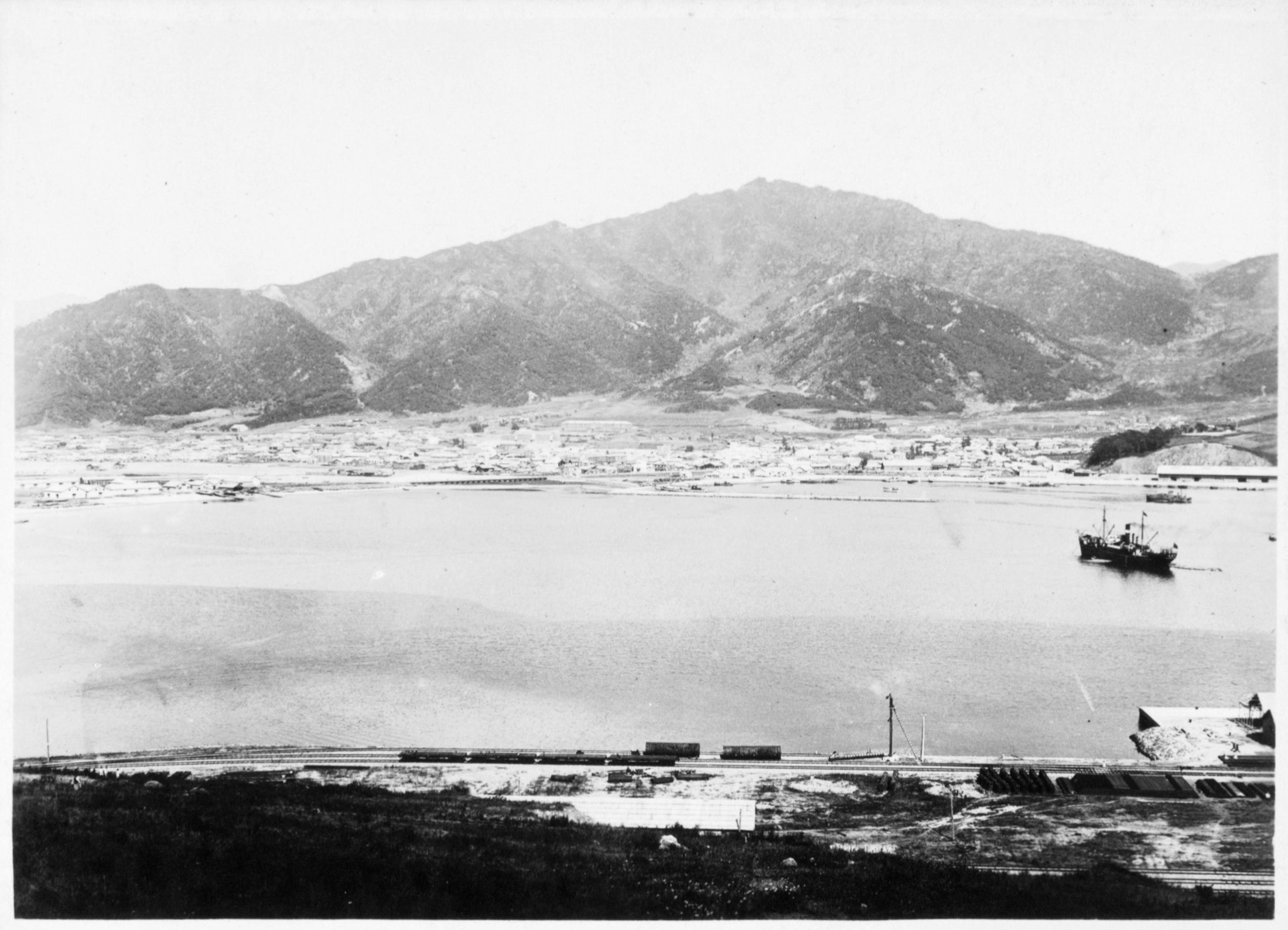
일제강점기의 웅기항

소련 대일전 참전 당시 소련군이 참전하여 8.15 광복 이전에 최초로 상륙하여 해방시켰다. 이를 기념하여 선봉군이라는 이름이 붙었다. 그러나 북한에서는 소련군의 일부로 참전한 사실과 김일성은 나중에야 귀국한 사실을 알리지 않고 "김일성 동지께서 항일의 혈전만리를 헤치시며 찾아주셨다"고 정치적으로 선전한다.

## 지리
조선민주주의인민공화국의 북동쪽에 위치하고, 중화인민공화국 및 러시아와 접한다. 유현덕산, 화대산(火臺山)이 솟아 있으며, 두만강을 국경으로 삼는다. 서번포·동번포·만포·흑지 등의 호수가 있다. 면적의 70%가 삼림이다.

## 행정구역
10동 6리로 구성되어 있다.
- 상현동(上峴洞)
- 중현동(中峴洞)
- 하현동(下峴洞)
- 송평동(松坪洞)
- 두만강동(豆滿江洞)
- 웅상동(雄尙洞)
- 우암동(牛岩洞)
- 백학동(白鶴洞)
- 원정동(元汀洞)
- 하여평동(下汝坪洞)
- 굴포리(屈浦里)
- 부포리(鮒浦里)
- 사회리(四會里)
- 조산리(造山里)
- 하회리(下檜里)
- 홍의리(洪儀里)

## 산업

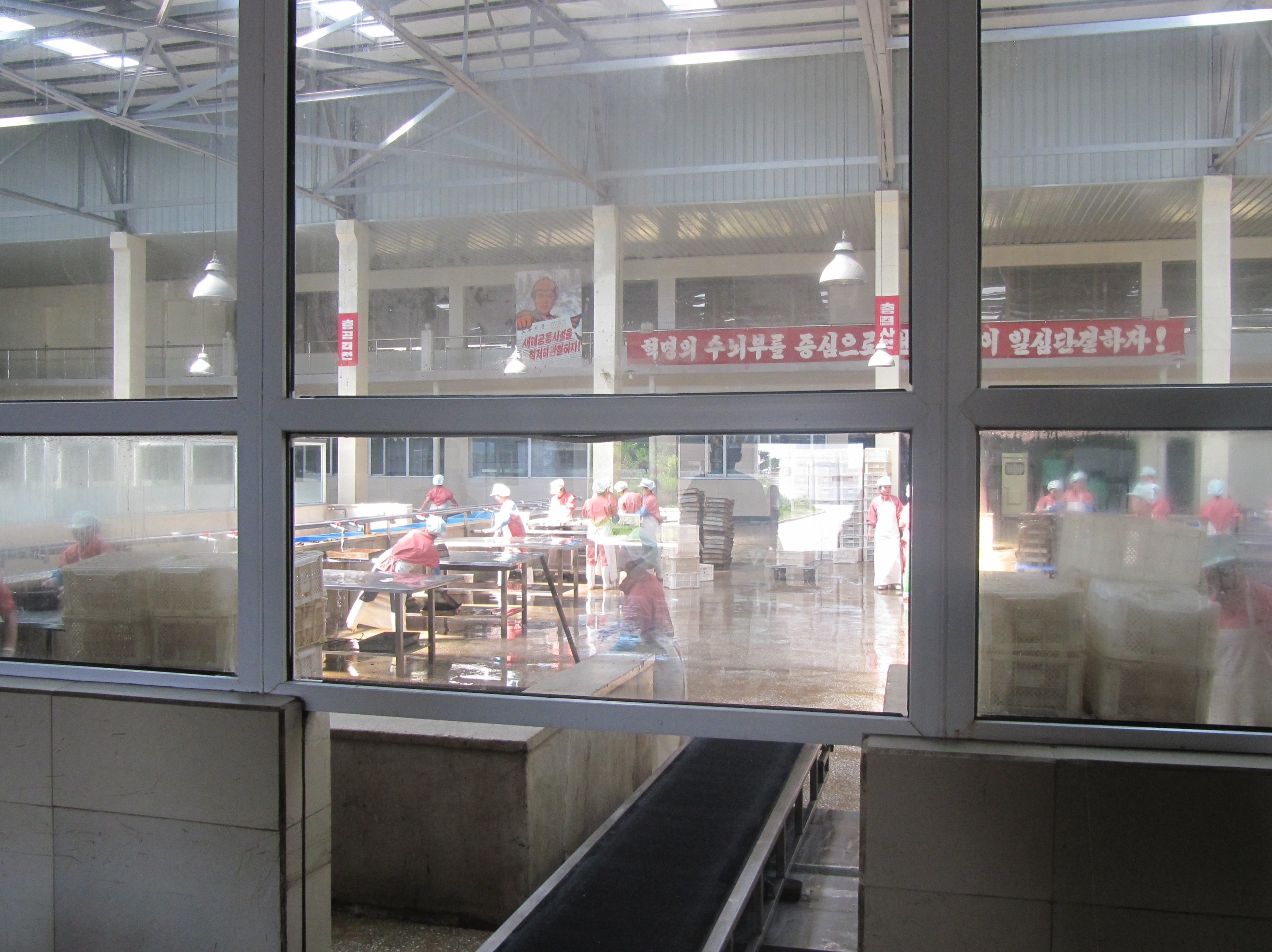
선봉 수산품가공 공장

수산업과 농업을 주로 한다. 축산업도 이뤄진다.

## 교통
철도 함북선이 통과하며, 러시아와 철도가 연결되어 있다. 그 외에도 아시안 하이웨이 32호선이 이 지역을 관통하고 있지만, 국경선을 두번 건너기 때문에, 중화인민공화국을 중간에 관통시키고 최종적으로 몽골까지 이어준다. 웅기만을 끼고 있으며, 웅기항을 항구로 갖고 있다.

## 같이 보기
- 조선민주주의인민공화국의 인구순 도시 목록
- 조선민주주의인민공화국의 지리